# Castiglione Falletto
Castiglione Falletto (piemontiul: Castion Falèt) település Olaszországban, Piemont régióban, Cuneo megyében. Lakosainak száma 672 fő (2023. január 1.). Castiglione Falletto Alba, Barolo, La Morra, Monforte d’Alba és Serralunga d’Alba községekkel határos.

## Népesség
A település lakossága az elmúlt években az alábbi módon változott:
| Lakosok száma | 705  | 709  | 672  |
|               | 2017 | 2018 | 2023 |